# برئو
برئو (به فرانسوی: Bréau) یک کمون در فرانسه است که در Canton of Mormant واقع شده‌است.

## خصوصیات
برئو ۱٫۳۵ کیلومترمربع مساحت و ۳۵۹ نفر جمعیت دارد.